# Reuters
Reuters is een internationale nieuwsdienst met meer dan 2.500 journalisten en 600 fotografen in bijna 200 landen en een internationale leverancier van financiële data. Reuters is een van de grootste persbureaus van de wereld. Reuters voorziet anno 2022 zowel de gedrukte pers als de audiovisuele media van artikelen en reportages. Wereldwijd heeft Reuters bijna 200 vestigingen en 17.000 werknemers. Financiële berichtgeving behoort nog altijd tot de belangrijkste tak van de nieuwsdienst.

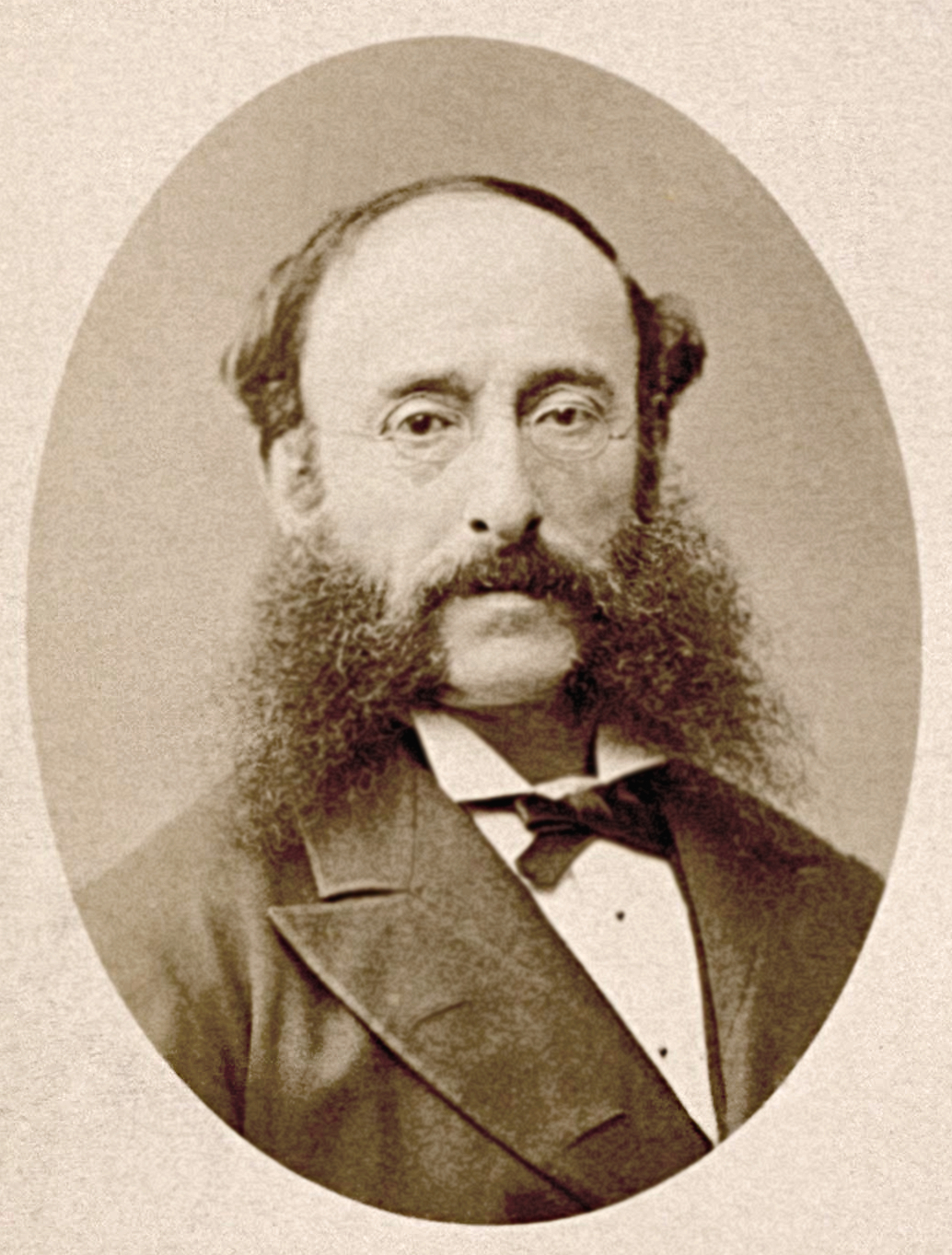
Paul Reuter, de oprichter van Reuters (gefotografeerd rond 1865 door Nadar)

Het persbureau werd in 1851 in Londen opgericht door de in Duitsland geboren Paul Reuter. In 2008 werd het persbureau overgenomen door de Thomson Corporation en vormt nu de mediadivisie van Thomson Reuters.

## Geschiedenis

### 19e eeuw
In 1849 begon Reuter in Parijs zijn eigen nieuwsblad, waarbij hij informatie uit Franse kranten in het Duits vertaalde en deze gegevens naar provinciale kranten in zijn thuisland stuurde. Het bedrijf ging na een paar maanden failliet. Reuter vertrok naar Duitsland om een dienst op te zetten in Aken, waar hij financieel en algemeen nieuws uit de grote centra van Parijs, Brussel en Berlijn aan de kooplieden en bankiers in Keulen en elders bezorgde. Het ondernemende Reuter gebruikte postduiven om het gat in de telegraaflijn tussen Aken en Brussel te overbruggen en zo een zeven uur durende sprong op de lokale posttrein te realiseren. Eind 1850 werd het gat in de telegraaflijn echter gedicht.
In 1851 verhuisde Paul Reuter naar Londen, waar hij een persbureau oprichtte. Het bedrijf, dat het hoofdkantoor in de City of London had, stuurde via de nieuwe kabel tussen Calais en Dover beursnoteringen door tussen Londen en Parijs. Daarmee bediende het banken, makelaarskantoren en bedrijven van het laatste financiële nieuws. Londen werd in deze tijd niet alleen het financiële centrum van de Victoriaanse wereld, maar werd ook het communicatiecentrum voor het groeiende wereldtelegraafnetwerk. Tweemaal per dag voorzag zijn Submarine Telegraph-kantoor, tegen een vaste  betaling, makelaars en handelaren in Londen en Parijs van openings- en slotkoersen in beide hoofdsteden.
In 1858 werd de London Morning Advertiser de eerste krant die zich abonneerde op de data en de nieuwsberichten van Reuter's persbureau. In de jaren die volgden, groeide het aantal kranten dat Reuter's tot zijn klanten mocht rekenen zich flink. Ook bereide het het aanbod van Reuters zich snel uit met algemeen en economisch nieuws van over de hele wereld waardoor het bedrijf al snel reputatie maakte over de hele wereld. De waarde van Reuter's voor kranten was niet alleen het financiële nieuws dat Reuter's bracht, maar ook het vermogen van het persbureau om vaak als eerste te rapporteren over nieuws dat van internationaal belang was. Zo bracht het persbureau in 1865 als eerste het nieuws over de moord op de Amerikaanse president Abraham Lincoln, uren voordat concurrerende nieuwsbureaus dit nieuws brachten. Reuters was ook een pionier op het gebied van het  nieuwsembargo. Zo wist hij in 1859 Keizer Napoleon III over te halen om hem vooraf een kopie van een toespraak te geven waarin Napoleon de Italiaanse bevrijdingsoorlog in zou luiden. Op het moment dat de Keizer begon met het uitspreken van de speech, stuurde Reuters per telegraaf de tekst door naar de kranten.
In 1865 richtte Paul Reuters officieel de Reuter's Telegram Company Ltd op en werd hij benoemd tot directeur. Tevens werd in dat jaar het eerste Reuter's kantoor buiten Europa geopend in Alexandrië (Egypte). Vanaf 1866 werden kantoren opgericht in Bombay en andere Indiase steden. India werd in die tijd een belangrijk werkgebied voor Reuters. Toen het communicatienetwerk zich in 1871 verder uitbreidde naar het Verre Oosten met China en Japan, breidde ook Reuter's uit naar deze landen en in 1874 volgende Zuid-Amerika. Beide uitbreidingen werden mogelijk gemaakt door de vooruitgang op het gebied van landtelegrafie en de aanleg van onderzeese kabels. Het prestige van Reuters - en ook de winstgevendheid - werd sterk afhankelijk van het groeiende Britse rijk. Reuters zou verslag uitbrengen over de vele oorlogen die gepaard gingen met deze expansie. Vanaf de jaren 1870 werd de verzending van privételegrammen voor zowel bedrijven als particulieren binnen het rijk een belangrijke activiteit van Reuters. Dit was vooral succesvol in het Oosten, waar de vervanging van codewoorden door gewone zinnen woorden en dus geld bespaarde. De inkomsten van deze onderneming hielpen mee om de nieuwsdiensten te betalen, die steeds meer geld verloren.
In 1878 besloot Paul Reuter met pensioen te gaan. Zijn oudste zoon, Herbert de Reuter, volgde hem op als algemeen directeur van Reuter's. In 1883 begon Reuter's met het elektronisch verzenden van berichten naar Londense kranten. 

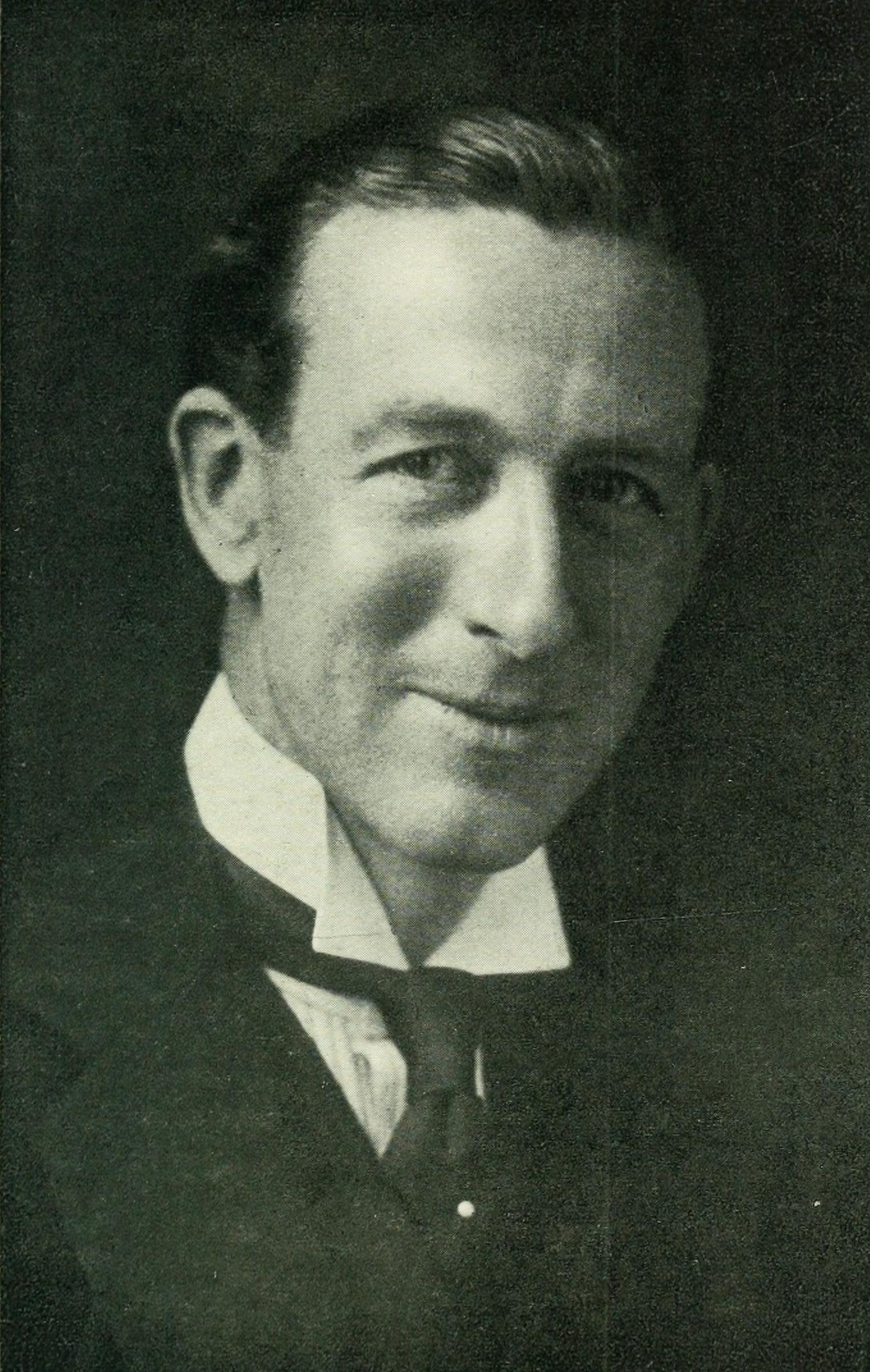
Roderick Jones, algemeen directeur Reuters van 1915 tot 1941.

### 20e eeuw
Paul Reuters zoon Herbert de Reuter bleef aan als algemeen directeur van Reuter's tot aan zijn dood in 1915. In 1916 kochten Roderick Jones en Mark Napier alle aandelen van Reuter's om het bedrijf zo weer in privé-eigendom te brengen. Zij besloten het bedrijf te hernoemen tot "Reuters Limited" en lieten daarmee de apostrof in Reuter's vallen. In 1923 begon Reuters als een van de eersten de radio te gebruiken om internationaal nieuws uit te zenden. In 1925 nam de Press Association (PA) een meerderheidsbelang in Reuters, wat het enkele jaren later uitbreidde om het volledige eigenaarschap over Reuters te verkrijgen.
Reuters was altijd onafhankelijk geweest en heeft duidelijke principes voor al zijn verslaggevers over objectieve berichtgeving. Tijdens de beide wereldoorlogen kwam het persbureau echter onder druk te staan van de Britse regering om 'het nationaal belang' te dienen. In 1941 wist Reuters deze druk af te wenden door zichzelf te herstructureren. In 1941 verkocht PA daarom de helft van Reuters aan de Newspaper Proprietors' Association, die de Britse pers vertegenwoordigde. In 1947 werd het mede-eigendom verder uitgebreid met verenigingen die de dagbladen in Australië en Nieuw-Zeeland vertegenwoordigen. Door de enorme expansie in de 19e en 20e eeuw was Reuters uitegegroeid tot een van de grootste persbureaus van de wereld en leverde het zowel tekst als beelden aan kranten, andere persbureaus en radio- en televisieomroepen over de hele wereld. Rechtstreeks of via nationale persbureaus leverde Reuters diensten aan de meeste landen en bereikte het vrijwel alle toonaangevende kranten ter wereld en vele duizenden kleinere.
In de jaren veertig en vijftig van de 20e eeuw was Christopher Chancellor de algemeen directeur van Reuters. Onder zijn leiding brokkelde Reuters niet af met het Britse Rijk, ondanks het groeiende overwicht van Amerikaanse persbureaus. Het aanbod van economische diensten van Reuters breidde zich in deze tijd uit en het hielp bij de oprichting van verschillende persburaeus in het naoorlogse Europa.
In 1945 was Reuters de eerste omroep die, via een Zweeds edelman, het nieuws kon brengen over Heinrich Himmlers pogingen om met de geallieerden te onderhandelen over de Duitse capitulatie. In 1961 bracht Reuters als eerste persbureau nieuws over de bouw van de Berlijnse Muur.
In de jaren zestig werd Reuters een van de eerste persbureaus die computers ging gebruiken om financiële gegevens naar het buitenland te verzenden. In 1973 begon het persbureau computerterminaldisplays van verschillende valutakoersen beschikbaar te stellen voor haar klanten via de Reuter Monitor Money Rates service. Vanaf 1981 begon Reuters de mogelijkheid aan te beiden om via het Reutersnetwerk elektronische transacties uit te voeren in vreemde valuta. In de jaren die volgenden ging het persbureau verder met het ontwikkelen van elektronische handelsdiensten. Deze innovaties maakten Reuters geleidelijk winstgevender dan ooit tevoren. Waar het bedrijf in 1963 een winst van £51.000 had gemaakt, groeide de winst in 1973 naar meer dan £709.000 en in 1981 bedroef de winst van Reuters zelfs meer dan £16 miljoen. In 1984 werd Reuters een beursgenoteerd bedrijf op de London Stock Exchange en op de NASDAQ.
Niet alleen op het financiële front werd er flink doorontwikkeld. In 1968 werd op de Londense redactie van Reuters een geautomatiseerd berichtenwisselsysteem voor snelle verwerking en verspreiding van nieuws over de hele wereld in gebruik. Dit was het eerste van deze systemen in de wereld dat door een internationale nieuwsorganisatie werd gebruikt. In 1973 richtte Reuters een Amerikaanse dochteronderneming op om systemen en apparatuur te ontwikkelen en te produceren voor Reuters in nieuwsdiensten via kabeltelevisie. In 1973 begonnen Reuters-journalisten in New York voor het eerst videodisplays te gebruiken voor het schrijven en verzenden van nieuws.
In 1989 bracht Reuters als eerste het nieuws dat de Berlijnse muur zou zijn doorbroken, wat resulteerde in de val van de Berlijnse Muur.

### 21e eeuw
In 2002 schreef Encyclopaedia Britannica dat het meeste nieuws over de hele wereld afkomstig was van de drie grote persbureaus: Associated Press (AP), Agence France-Press (AFP) en Reuters. In 2008 werd Reuters overgenomen door het Canadese Thomson Corporation en werd Thomson Reuters gevormd. In 2009 trok Thomson Reuters zich terug van de London Stock Exchange en de NASDAQ en noteerde zich op de Toronto Stock Exchange en de New York Stock Exchange. Het hoofdkantoor van Thomson Reuters is nu gevestigd in Toronto.
In juli 2016 stemde Thomson Reuters ermee in om zijn activiteiten op het gebied van intellectueel eigendom en wetenschap voor $3,55 miljard te verkopen aan private equity-bedrijven. Als onderdeel van bezuinigingen en herstructureringen schrapte Thomson Reuters Corp in november 2016 wereldwijd 2.000 banen van de geschatte 50.000 werknemers. Op 15 maart 2020 werd Steve Hasker benoemd tot voorzitter en CEO.
In april 2021 kondigde Reuters aan dat zijn website achter een betaalmuur zou gaan, in navolging van rivalen die hetzelfde hebben gedaan.

## Journalisten
Reuters heeft ongeveer 2500 journalisten en 600 persfotografen in dienst die wereldwijd actief zijn. Alle journalisten bij Reuters worden geacht zich te houden aan de normen en waarden die Reuters centraal stelt voor journalistiek werk om zo "de waarden van integriteit en vrijheid te handhaven waarop hun reputatie van betrouwbaarheid, nauwkeurigheid, snelheid en exclusiviteit berust".
In mei 2000 werd Kurt Schrok, een Amerikaanse journalist, tijdens een opdracht in Sierra Leone gedood toen hij in een hinderlaag kwam. In april en augustus van 2003 kwamen cameramannen Teras Protsyuk en Mazen Dana om bij indicidenten met Amerikaanse troepen in Irak. In juli 2007 kwamen Namir Noor-Eldeen en Saeed Chmagh om het leven toen zij in de Iraakse hoofdstad Bagdad werden getroffen door beschietingen van een Amerikaanse Apache-helikopter. In 2004 werd cameraman Adlan Khasanov gedood door Tsjetsjeense seperatisen en werd Dhia Najim vermoord in Irak. In april 2008 kwam cameraman Fadel Shana om het leven in de Gazastrook nadat hij was geraakt door een Israëlische tank.
In mei 2016 publiceerde de Oekraïense website Myrotvorets de namen en persoonlijke gegevens van 4508 journalisten, waaronder journalisten van Reuters en ander mediapersoneel van over de hele de wereld, die geaccrediteerd waren door de zelfverklaarde autoriteiten in de door de separatisten gecontroleerde regio's in Oost-Oekraïne.
In 2018 zijn de twee Reuters-journalisten Wa Lone en Kyaw Soe Oo in Myanmar veroordeeld voor het verkrijgen van staatsgeheimen tijdens hun onderzoek naar een bloedbad in een Rohingyadorp. De journalisten ontvingen verschillende prijzen, waaronder de Foreign Press Association Media Award en een Pulitzer Prize in de categorie international reporting en werden samen met andere vervolgde journalisten genoemd als onderdeel van de Time Person of the Year 2018. Na een gevangenstraf van 511 dagen werden Wa Lone en Kyaw Soe Oo op 7 maart 2019 vrijgelaten nadat zij een presidentieel pardon hadden gekregen.
| Naam               | Nationaliteit | Locatie          | Datum            | Verantwoordelijke partij      |
| ------------------ | ------------- | ---------------- | ---------------- | ----------------------------- |
| Kenneth Stonehouse | Brits         | Golf van Biskaje | 1 juni 1943      |                               |
| Hos Maina          | Keniaans      | Somalië          | 12 juli 1993     |                               |
| Dan Eldon          | Keniaans      | Somalië          | 12 juli 1993     |                               |
| Kurt Schork        | Amerikaans    | Sierra Leone     | 24 mei 2000      |                               |
| Taras Protsyuk     | Oekraïens     | Irak             | 8 april 2003     | Amerikaanse troepen           |
| Mazen Dana         | Palestijns    | Irak             | 17 augustus 2003 | Amerikaanse troepen           |
| Adlan Khasanov     | Russisch      | Tsjetsjenië      | 9 mei 2004       |                               |
| Waleed Khaled      | Irakees       | Irak             | 28 augustus 2005 | Amerikaanse troepen           |
| Namir Noor-Eldeen  | Irakees       | Irak             | 12 juli 2007     | Amerikaanse Apache helikopter |
| Saeed Chmagh       | Irakees       | Irak             | 12 juli 2007     | Amerikaanse Apache helikopter |
| Fadel Shana'a      | Palestijns    | Gazastrook       | 16 april 2008    |                               |
| Hiro Muramoto      | Japans        | Thailand         | 10 april 2010    |                               |
| Molhem Barakat     | Syrisch       | Syrië            | 20 december 2013 |                               |
| Danish Siddiqui    | Indisch       | Afghanistan      | 16 juli 2021     | Taliban                       |